# Wild Horse Plains
Wild Horse Plains är en ort i Australien. Den ligger i regionen Mallala och delstaten South Australia, omkring 69 kilometer nordväst om delstatshuvudstaden Adelaide.
Runt Wild Horse Plains är det mycket glesbefolkat, med 7 invånare per kvadratkilometer.. Wild Horse Plains är det största samhället i trakten.
Trakten runt Wild Horse Plains består till största delen av jordbruksmark. Genomsnittlig årsnederbörd är 576 millimeter. Den regnigaste månaden är juni, med i genomsnitt 90 mm nederbörd, och den torraste är december, med 12 mm nederbörd.